# TV Guarapari
TV Guarapari é uma emissora de televisão brasileira sediada em Guarapari, cidade do estado do Espírito Santo. Opera no canal 9 (32 UHF digital) e tem afiliação com os canais Rede Minas e TV Brasil, além de retransmitir um horário da TV Assembléia ES. Seus estúdios estão localizados no Centro, e sua antena de transmissão está no alto do Morro do Cruzeiro.

## História
A emissora foi fundada em 19 de setembro de 1998, pela Fundação Educativa e Cultural de Guarapari, com isso se tornando a primeira emissora de televisão da cidade de Guarapari.
Em janeiro de 2016, a TV Guarapari firmou uma parceria com a Rede Minas de Belo Horizonte, assinando um termo de cooperação com a emissora capixaba para troca de conteúdos e capacitação profissional, retransmissão de programas bem como para a promoção de atividades educativas. Sendo assim, a TV Guarapari se tornou a primeira afiliada da Rede Minas, fora do estado de Minas Gerais. Em outubro do mesmo ano passou a ser transmitida em sinal digital, no canal 9.1.
Em setembro de 2017, durante as comemorações dos 19 anos da TV, e do aniversário da cidade de Guarapari, a TV Guarapari lançou a TV Guarapari Regional, que transmite a programação da TV com sinal digital em Guarapari e cidades do Litoral Sul do Espírito Santo, como Anchieta, Piúma, Itapemirim, Marataízes, Presidente Kennedy, entre outros.
Em julho de 2020, a TV Guarapari ativa seus subcanais digitais, passando a transmitir TV Brasil 2 no canal 9.2 e a TV Escola no 9.3.[carece de fontes?]
Em maio de 2021, a emissora contrata Heloyse Faustino, vinda da TV Gazeta Norte para a substituir Priscila Anderson no Jornal Guarapari que deixou a emissora no mês de março. Nesse período o jornal foi apresentado interinamente pela repórter Cecília Rodrigues, mas precisou deixar o jornal uma semana antes devido a licença maternidade.

## Sinal digital
| Canal virtual | Canal digital | Resolução de tela | Programação                                                    |
| ------------- | ------------- | ----------------- | -------------------------------------------------------------- |
| 9.1           | 32 UHF        | 1080i             | Programação principal da TV Guarapari / Rede Minas / TV Brasil |

Transição para o sinal digital
Com base no decreto federal de transição das emissoras de TV brasileiras do sinal analógico para o digital, a TV Guarapari, bem como as outras emissoras da Grande Vitória, cessou suas transmissões pelo canal 9 VHF em 25 de outubro de 2017, seguindo o cronograma oficial da ANATEL.